# USS Enterprise (NCC-1701-B)
La USS Enterprise NCC-1701-B è un'astronave appartenente all'universo fantascientifico di Star Trek.

## Descrizione
Questa è la quarta astronave a curvatura della Flotta stellare che assume il nome di Enterprise (la quinta considerando anche che l'Enterprise NCC-1701 subì un pesante restyling a metà del suo servizio). L'astronave è visibile all'inizio del film Generazioni.
L'USS Enterprise B è una versione modificata di astronave della classe Excelsior. Il vascello è stato commissionato nel 2293 e viene varato alla fine di quell'anno sotto il comando del capitano John Harriman, mentre il ruolo di timoniere viene inizialmente affidato a Demora Sulu, figlia del capitano Hikaru Sulu. Essa compare all'inizio Generazioni. È l'ultima Enterprise dove Kirk metterà piede.

## Viaggio inaugurale
La prima missione dell'USS Enterprise B, avvenuta proprio in occasione del suo varo, è raccontata in molte cronache. A bordo della nave si trovavano come ospiti d'onore il capitano James Kirk, il capitano Montgomery Scott e il comandante Pavel Chekov e in teoria il viaggio inaugurale prevedeva solo un breve viaggio interno al sistema solare.
Durante il viaggio l'astronave ricevette una chiamata d'aiuto da parte del trasporto Lakul, un trasporto che portava i profughi El-Auriani ad una nuova patria. Essendo l'unica nave in zona l'USS Enterprise dovette rispondere alla chiamata pur essendo con un equipaggio ridotto e con alcune attrezzature mancanti. Il trasporto è imprigionato da un'anomalia spaziale, l'astronave entra a sua volta nell'anomalia per recuperare con il teletrasporto i rifugiati dalla Lakul dato che l'anomalia sta distruggendo la nave. L'USS Enterprise riesce a salvare solo 47 persone delle 150 a bordo prima che l'anomalia distrugga la nave trasporto. Anche l'Enterprise soffre di problemi strutturali a causa dell'anomalia e allora Scott suggerisce che utilizzando un impulso emesso dal deflettore si potrebbe liberare l'astronave. L'impulso richiede una riconfigurazione manuale del gruppo deflettore e quindi Kirk va ad effettuare la modifica. Durante le manovre di fuoriuscita della nave un raggio di energia colpisce il gruppo deflettore asportando un'intera sezione della nave e esponendo diversi ponti allo spazio profondo. Kirk era nella sezione distrutta e quindi si presume la sua morte sebbene non sia mai stato trovato il cadavere. Infatti è rimasto, all'insaputa di tutti, intrappolato per 78 anni nell'anomalia spaziale (o stringa cosmica) fino a quando ne uscì assieme al Capitano Picard.

## Servizio nella Flotta Stellare
Non si hanno informazioni su quando questo vascello sia stato messo in disarmo o distrutto, né sulle missioni che ha compiuto. Tuttavia, secondo una fonte semi-ufficiale, la successiva nave a portare il nome Enterprise, la C, è stata varata nel 2332. Si può quindi ragionevolmente supporre che la Enterprise B abbia prestato servizio per tutto il periodo di 39 anni tra la fine del 2293 e il 2332.

## Filmografia
- Generazioni (Star Trek: Generations), regia di David Carson (1994)